# Trošanj
Trošanj je naseljeno mjesto u općini Foča, Republika Srpska, BiH. Nalazi se lijevo od rijeke Drine.
Godine 1962. godine pripojeno je naselju Mješajima. (Sl.list NRBiH, br.47/62).

## Stanovništvo
| Narod     | Popis 1961. |
| --------- | ----------- |
| Hrvati    |             |
| Muslimani |             |
| Srbi      | 98          |
| ostali    | 93          |
| Ukupno    | 191         |